# Вассерман Олександр Анатолійович
Олександр Анатолійович Вассерман (1 жовтня 1931, Одеса, Українська РСР, СРСР — 12 травня 2021, Одеса, Україна) — радянський та український теплофізик, спеціаліст з єдиних рівнянь стану, педагог, доктор технічних наук. Батько Анатолія Вассермана.

## Біографія
Народився 1 жовтня 1931 року в Одесі в родині лікарів. Батько, Анатолій Соломонович (Товій Шулімович) Вассерман (1894—1949), уродженець містечка Єдинці (Хотинського повіту Бессарабської губернії), лікар-кардіолог, служив військовим лікарем (майор медичної служби) під час радянсько-фінляндської і Великої Вітчизняної воєн, у 1944 році був комісований внаслідок контузії. Мати, Любов (Ліба) Хаїмівна Кізер-Вассерман (1893—1971), лікар-фтизіатр, головлікар туберкульозного санаторію «Аркадія». Лікарем був і старший брат батька — Еммануїл Соломонович Вассерман (1889 -?), під час війни майор медслужби, кавалер ордена Червоної Зірки (1944) і ордена Леніна.
Закінчив у 1948 році із золотою медаллю середню школу № 47, а в 1953 році (з відзнакою) судномеханічний факультет Одеського інституту інженерів морського флоту (ОІІМФ) і отримав кваліфікацію інженера-механіка за спеціальністю «суднові машини і механізми».
Після закінчення інституту працював на Ризькому суднобудівно-судноремонтному заводі і (за сумісництвом) викладав у Ризькому річковому училищі. У 1955 році повернувся до Одеси, де працював на заводі «Автогенмаш». З 1956 року — на науково-дослідній та викладацькій роботі в ОІІМФ. У 1964 р. під керівництвом Я. З. Казавчинського захистив кандидатську дисертацію, а в 1980 р. в Інституті високих температур АН СРСР (Москва) — докторську дисертацію.
За час своєї науково-педагогічної діяльності опублікував понад 500 наукових і методичних робіт. Серед них 18 монографій, більшість з яких перевидано в США, а також 12 таблиць стандартних довідкових даних (СДД). Монографії і таблиці СДД з'явилися істотною частиною системи забезпечення народного господарства даними про Теплофізичні властивості технічно важливих газів і рідин. У 1987 р. за розробку цієї системи А. А. Вассерман у складі групи провідних теплофізиків удостоєний Премії Ради Міністрів СРСР.
За успіхи в науковій роботі і підготовку висококваліфікованих фахівців для морського флоту нагороджений в 1991 р знаком «Почесний працівник морського флоту». 25 жовтня 2017 нагороджений Почесною грамотою Кабінету Міністрів України . Нагороджений також знаками Одеського Міського голови «За заслуги перед містом» (2011) і «Знак Пошани» (2016), «Почесною відзнакою» Одеської обласної державної адміністрації (2011), «Почесним знаком» Одеської обласної ради (2016) і Знаком «За наукові досягнення» ради ректорів ВНЗ Одеського регіону (2017).
З 1966 по 1991 р член бюро Комісії АН СРСР з таблиць термодинамічних властивостей газів і рідин, голова радянської та член міжнародної робочих груп з властивостей атмосферних газів. З 1983 по 1991 р член Наукової Ради АН СРСР з проблеми «Теплофізика і теплоенергетика». Протягом багатьох років був членом секції Науково-технічної Ради Держстандарту, експертом Державної служби стандартних довідкових даних і членом редколегії збірника «Теплофізичні властивості речовин».
У 1991 р. включений до складу підкомітету з транспортних властивостей речовин Міжнародного союзу з теоретичної та прикладної хімії (IUPAC).
А. А. Вассерман обраний членом Транспортної академії України (1993 р.) і членом Міжнародної академії холоду [Архівовано 1 березня 2022 у Wayback Machine.] (1998 р. З 1994 р. — член Науково-методичної комісії Міністерства освіти України за напрямом «Енергетика» та член робочої групи з розробки стандартів вищої освіти. Протягом багатьох років-заступник голови Комісії Ради ректорів вузів Одеського регіону з аналізу та підведення підсумків діяльності вузів. Входив до складу редколегій трьох наукових журналів, а також до двох спеціалізованих вчених рад із захисту докторських дисертацій.
Удостоєний Почесної грамоти Верховної Ради України. Заслужений діяч науки і техніки України.
Помер 12 травня 2021 року. Похований в Одесі.

## Сім'я
- Дружина — Ліна Іллівна Баум (пом . 2013), головний бухгалтер магазину «Медтехніка».
  - Син — Анатолій Олександрович Вассерман (нар. 1952) — публіцист і ерудит;
  - Син - Володимир Олександрович Вассерман (рід. 1960) — кандидат технічних наук, фахівець з аналізів нафтопродуктів, співавтор брата.